# Escape de animales de Zanesville, Ohio
El escape de animales de Zanesville, Ohio, ocurrió el 18 de octubre de 2011, cuando el propietario de Muskingum County Animal Farm liberó varios animales exóticos antes de suicidarse . Posteriormente, las fuerzas del orden mataron a 48 animales.

## Antecedentes
Muskingum County Animal Farm era un zoológico privado ubicado en Zanesville, Ohio, Estados Unidos .
La granja de animales había sido denunciada en repetidas ocasiones por el alojamiento inadecuado e inseguro de los animales, así como por la falta de agua y comida. Los vecinos se habían quejado previamente de que los animales se escapaban de "vallas inadecuadas" y causaban daños a la propiedad vecina. 

## El escape
El 18 de octubre de 2011, el propietario Terry Thompson supuestamente liberó a 50 de sus 56 animales exóticos antes de quitarse la vida disparándose en la cabeza. Leones, tigres, osos y lobos estaban entre los animales Johnson, Alan (5 de junio de 2012). «Exotic animal bill becomes law». Columbus Dispatch. Archivado desde el original el 15 de marzo de 2023. Consultado el 29 de noviembre de 2024.Johnson, Alan (5 de junio de 2012). «Exotic animal bill becomes law». Columbus Dispatch. Archivado desde el original el 15 de marzo de 2023. Consultado el 29 de noviembre de 2024.que escaparon y fueron cazados por la policía local por temor a la seguridad pública. 
Cuarenta y ocho animales fueron asesinados por la policía local mientras que dos fueron presuntamente devorados por los otros animales.   Los animales cuya muerte se confirmó fueron dieciocho tigres de Bengala, seis osos negros americanos, dos osos pardos, dos lobos, un mono macaco, un babuino, tres pumas y diecisiete leones africanos (nueve machos y ocho hembras).  Tres leopardos, un pequeño oso grizzly y dos macacos crestados de Célebes quedaron enjaulados dentro de la casa de Thompson. Estos animales fueron tranquilizados y enviados al Zoológico de Columbus . 

## El propietario del recinto
Terry Thompson, un veterano de la guerra de Vietnam, fue un coleccionista de animales exóticos durante toda su vida. Había trabajado como cuidador de animales en Wild Kingdom en 2008, y proporcionó un cachorro de león para una sesión de fotos con Heidi Klum .  En los años previos a su muerte, fue a prisión por cargos federales relacionados con armas de fuego (por tener una ametralladora no registrada), estaba muy endeudado y su esposa lo había abandonado. 

## Reacciones
Jack Hanna, experto en vida silvestre en televisión y director emérito del Zoológico de Columbus, lamentó los asesinatos pero consideró necesarias las acciones policiales.  El gobernador de Ohio , John Kasich, pidió una moratoria temporal sobre la venta de animales exóticos. 
Troy Balderson, representante de Zanesville en el Senado de Ohio en ese momento, patrocinó un proyecto de ley que exigía un permiso y un seguro de responsabilidad civil para los propietarios privados de animales salvajes peligrosos en la siguiente sesión legislativa.   El proyecto de ley se convirtió en ley el 5 de junio de 2012 y los propietarios debían tener permisos antes del 1 de enero de 2014. Ohio no había regulado anteriormente la propiedad de animales exóticos. 